# 青山聖佳
青山 聖佳（あおやま せいか、1996年5月1日 - ）は、日本の女子陸上競技選手。専門は短距離走。

## 人物
主に200mと400mが専門。
松江市立第一中学校から島根県立松江商業高等学校に進学し、高校生になってから200mで頭角を現した。高校1年生ながら高校総体で5位に入り、国体では優勝した。翌年からは400mでも記録を伸ばし、高校総体で4位、国体で3位に入った。
2014年、中国高校選手権で100m、200m、400mの3冠を達成した。日本選手権に初出場し、200mでは9位、400mでは2位だったものの、アジア大会の代表に選出された。高校総体では200mと400mの2冠を達成している。アジア大会では400mの予選で自己新、日本歴代4位となる52秒99を記録し決勝に進出した。
2015年4月、大阪成蹊大学に進学した。8月、世界陸上に1600mRの1走で出場し、予選敗退ながら日本新記録となる3分28秒91をマークした。9月、日本インカレでは1年生ながら200m、400m、1600mRの3冠を達成した。10月、国体の成年女子400mで優勝した。同月、日本ジュニア・ユースの200mで自己新、大会新、ジュニア日本歴代4位(当時)となる23秒68で優勝した。
2016年6月、日本選手権の400mで優勝した。9月、日本インカレでは200m、400m、400mR、1600mRの4冠を達成した。

## 主な成績
| 年   | 大会                     | 場所                     | 種目   | 結果   | 記録      | 風速    | 備考                              |
| ---- | ------------------------ | ------------------------ | ------ | ------ | --------- | ------- | --------------------------------- |
| 2013 | 世界ユース選手権         | ドネツィク（ウクライナ） | 200m   | 予選   | 23秒78    | -1.6m/s | 3組2着                            |
| 2013 | 世界ユース選手権         | ドネツィク（ウクライナ） | 200m   | 準決勝 | 24秒01    | -1.4m/s | 2組3着                            |
| 2014 | ゴールデングランプリ東京 | 東京都                   | 1600mR | 1位    | 3分34秒31 | （1走） |                                   |
| 2014 | 日本選手権               | 福島市                   | 200m   | 9位    | 25秒57    | +1.0m/s |                                   |
| 2014 | 日本選手権               | 福島市                   | 400m   | 2位    | 54秒06    | -       |                                   |
| 2014 | アジア大会               | 仁川市（韓国）           | 400m   | 予選   | 52秒99    | -       | 2組3着 自己ベスト（日本歴代4位）  |
| 2014 | アジア大会               | 仁川市（韓国）           | 400m   | 5位    | 53秒20    | -       |                                   |
| 2014 | アジア大会               | 仁川市（韓国）           | 1600mR | 2位    | 3分30秒80 | （1走） |                                   |
| 2015 | 織田記念                 | 広島市                   | 400m   | 1位    | 54秒26    | -       |                                   |
| 2015 | ゴールデングランプリ川崎 | 川崎市                   | 1600mR | 1位    | 3分34秒87 | （1走） |                                   |
| 2015 | 日本選手権               | 新潟市                   | 200m   | 8位    | 24秒81    | +0.1m/s |                                   |
| 2015 | 世界陸上                 | 北京市（中国）           | 1600mR | 予選   | 3分28秒91 | （1走） | 2組7着 日本記録                   |
| 2015 | 日本ジュニア・ユース     | 名古屋市                 | 200m   | 1位    | 23秒68    | +0.4m/s | 自己ベスト（ジュニア日本歴代4位） |
| 2016 | 日本選手権               | 名古屋市                 | 400m   | 1位    | 53秒04    | -       |                                   |
| 2017 | 日本選手権               | 大阪市                   | 400m   | 6位    | 54秒98    | -       |                                   |
| 2018 | 日本選手権               | 山口市                   | 400m   | 予選   | 55秒92    | -       |                                   |
| 2019 | 日本選手権               | 福岡市                   | 400m   | 1位    | 53秒68    | -       |                                   |

## 自己ベスト
- 100m：11秒77（2014年10月18日、国民体育大会）
- 200m：23秒68（2015年10月18日、日本ジュニア・ユース）
- 300m：37秒08（2020年10月18日、田島直人記念陸上競技大会）
- 400m：52秒38（2020年7月23日、大阪選手権） - 日本歴代3位